# Ryszard Wach
Ryszard Wach (ur. 26 kwietnia 1946 w Pionkach) – polski pięcioboista, olimpijczyk z Monachium (1972).
Był zawodnikiem Lotnika Warszawa (1959–1974), początkowo uprawiał pływanie (do 1964), następnie pięciobój nowoczesny. Jego największym sukcesem w karierze było dwukrotne mistrzostwo Polski w 1970 i 1972. W 1973 zdobył także brązowy medal MP.
Dwukrotnie reprezentował Polskę na imprezach mistrzowskich. Na mistrzostwach świata w 1970 zajął 27 m. indywidualnie i 10 m. drużynowo, na igrzyskach olimpijskich w Monachium w 1972 indywidualnie zajął 13. miejsce, a w drużynie (partnerami byli: Janusz Pyciak-Peciak, Stanisław Skwira) był ósmy.
Po zakończeniu kariery sportowej został trenerem. W 1977 ukończył studia na Akademii Wychowania Fizycznego w Warszawie.
Jego starszym bratem jest pięcioboista Jerzy Wach.